# Horsetail Falls (Oregon)
Horsetail Falls – wodospad położony w Stanach Zjednoczonych, w Oregonie w hrabstwie Multnomah. Wodospad leży na Horsetail Creek, dopływie rzeki Kolumbia, niedaleko jego ujścia gdzie Kolumbia tworzy bazaltowy kanion w Wyżynie Kolumbii należącej do Gór Kaskadowych. 
Wodospad jest dobrze widoczny z drogi turystycznej wiodącej dnem kanionu (ang. Columbia Gorge Scenic Highway), co sprawia, że jest jednym z najczęściej fotografowanych obiektów na trasie. Jest on na tyle blisko że podmuchy wiatru często rozpylają wodę na przejeżdżające samochody. Jadąc drogą turystyczną od zachodu wodospad znajduje około 4 km za Multnomah Falls. W górę rzeki Horsetail Creek jest jeszcze jeden wodospad nazywany Ponytail Falls (lub Upper Horsetail Falls) o wysokości 27 metrów. Jest on dostępny pieszym szlakiem tworzącym pętlę o długości około 1,3 km.